# Anthus nattereri
Anthus nattereri е вид птица от семейство Стърчиопашкови (Motacillidae). Видът е световно застрашен, със статут Уязвим.

## Разпространение
Видът е разпространен в Аржентина, Бразилия, Парагвай и Уругвай.